# Cenarius
Cenarius er en fiktiv figur fra World of Warcraft universet. Han er beskyttergud af alle druider (sammen med Elune og Ysera). Han er en af de mest magtfulde og indflydelsesrige halvguder i Azeroth.
Cenarius er også druid class'ens legendary kort i Hearthstone. 